# Vivat, gardemariny!
Vivat, gardemariny! (russisk: Виват, гардемарины!) er en sovjetisk spillefilm fra 1991 af Svetlana Druzhinina.

## Medvirkende
- Dmitrij Kharatjan – Aleksej Korsak
- Sergej Zjigunov – Aleksandr Belov
- Mikhail Mamaev – Nikita Olenev
- Mikhail Bojarskij – Chevalier de Brillieu
- Tatjana Ljutaeva – Anastasia Jaguzjinskaja